# Соколья Слобода
Соколья Слобода (Соколья, Сокольня) — деревня в Жирятинском районе Брянской области, в составе Воробейнского сельского поселения. 
 Расположена в 5 км к северо-западу от села Рубча, недалеко от истока реки Пёс. С ноября 2016 г. население — 0 человек (2016).

## История
Основана Леоном Рубцом в 1711 году; с 1761 — владение Разумовских (казачьего населения не имела). До 1781 года входила в Почепскую (1-ю) сотню Стародубского полка; с 1782 по 1918 гг. в Мглинском повете, уезде (с 1861 — в составе Кульневской волости).
В середине XIX века действовал сахарный завод. В 1880-х гг. была открыта школа грамоты.
В 1918—1924 гг. — в Почепском уезде (Кульневская волость); в 1924—1929 гг. — в Жирятинской волости Бежицкого уезда. С 1929 года — в Жирятинском районе, а при его временном расформировании (1932—1939, 1957—1985 гг.) — в Почепском районе. С 1920-х гг. до 1961 года входила в Рубчанский сельсовет, в 1961—2005 гг. — в Кульневский сельсовет.